# Nicómaco de Tebas
Nicómaco (Tebas, século IV a.C.) foi um pintor grego.